# Rave (música)
Una rave (pronunciació en anglès: /reɪv/), també anomenada free party, és un esdeveniment de ball i música, generalment electrònica, que dura tota la nit i de vegades més d'un dia, en què DJs barregen tota mena de sons electrònics.
L'expressió rave va ser originalment utilitzada per persones del Carib que estaven a Londres durant la dècada dels 60 per descriure les festes. Ja a la dècada dels 80, el terme va començar a ser utilitzat per descriure la subcultura que va créixer a partir del moviment Acid House que començà a Chicago i va desenvolupar-se en l'escena nocturna clandestina europea, especialment les del Regne Unit i dels Països Baixos, com a resposta a les restriccions d'horaris per a espectacles nocturns presents a molts països.
La música que s'escolta en aquests esdeveniments és creada amb sintetitzadors i bases rítmiques de seqüenciadors. Als Estats Units, Argentina, Xile i en alguns països europeus la música que més s'escolta en aquest tipus d'esdeveniments són house, trance i progressive. Al Brasil i a Mèxic predomina el psytrance.
Les raves poden ser en llocs oberts o tancats, preferentment a l'aire lliure perquè els assistents convisquin amb la naturalesa. Tot això també depèn del clima i del lloc on es realitzin aquests esdeveniments. En algunes grans ciutats és freqüent trobar raves en cases desallotjades o als afores.

## Cultura popular
Les següents pel·lícules, sèries i altres formats inclouen elements o descripcions de la cultura rave:
- Clubbed to Death (Lola) (1996)
- Strange Days (1995)
- The Matrix
- Vibrations (1996)
- Party Monster: The Shockumentary
- Human Traffic (1999)
- Viviendo sin límites (1999)
- Groove (2000)
- Kevin & Perry Go Large (2000)
- A Midsummer Night's Rave (2002)
- 24 Hour Party People (2002)
- Stark Raving Mad (2002)
- Freddy contra Jason (2003)
- Party Monster (2003)
- House of the dead (2003)
- It's All Gone Pete Tong (2004)
- One Perfect Day (2004)
- Man On Fire (2004)
- Skins (2007-2012)
- Proyecto X (2012)
- My Mad Fat Diary (2013)
- Return of the Living Dead: Rave from the Grave.
- The Summer Of Rave, 1989 (2006) - Documental de la BBC sobre el desenvolupament de la cultura rave a la Gran Bretanya durant l'estiu de 1989